# Каньйон-Крік (Вашингтон)
Каньйон-Крік (англ. Canyon Creek) — переписна місцевість (CDP) в США, в окрузі Сногоміш штату Вашингтон. Населення — 3445 осіб (2020).

## Географія
Каньйон-Крік розташований за координатами 48°6′37″ пн. ш. 121°58′58″ зх. д. / 48.11028° пн. ш. 121.98278° зх. д. (48.110337, -121.982827).  За даними Бюро перепису населення США в 2010 році переписна місцевість мала площу 16,13 км², з яких 15,81 км² — суходіл та 0,32 км² — водойми.

## Демографія
Згідно з переписом 2010 року, у переписній місцевості мешкало 3200 осіб у 1188 домогосподарствах у складі 817 родин. Густота населення становила 198 осіб/км².  Було 1355 помешкань (84/км²).
Расовий склад населення:
| - 92,5 % — білих - 0,9 % — азіатів - 0,8 % — корінних американців - 0,4 % — чорних або афроамериканців - 0,1 % — вихідців з тихоокеанських островів - 1,8 % — осіб інших рас |

До двох чи більше рас належало 3,5 %. Частка іспаномовних становила 4,6 % від усіх жителів.
За віковим діапазоном населення розподілялося таким чином: 25,0 % — особи молодші 18 років, 67,5 % — особи у віці 18—64 років, 7,5 % — особи у віці 65 років та старші. Медіана віку мешканця становила 37,3 року. На 100 осіб жіночої статі у переписній місцевості припадало 110,2 чоловіків;  на 100 жінок у віці від 18 років та старших — 113,8 чоловіків також старших 18 років.
Середній дохід на одне домашнє господарство  становив 72 372 долари США (медіана — 64 435), а середній дохід на одну сім'ю — 77 438 доларів (медіана — 66 667). Медіана доходів становила 64 286 доларів для чоловіків та 39 310 доларів для жінок. За межею бідності перебувало 4,5 % осіб, у тому числі 3,1 % дітей у віці до 18 років та 0,0 % осіб у віці 65 років та старших.
Цивільне працевлаштоване населення становило 1332 особи. Основні галузі зайнятості: виробництво — 17,3 %, освіта, охорона здоров'я та соціальна допомога — 16,4 %, мистецтво, розваги та відпочинок — 14,8 %.